# مرگبارفروغ‌ها
مرگبارها (نام علمی: Araiophos) نام یک سرده از تیره تبرماهیان ژرفزی است.